# Diocesi decentralizzate della Grecia
     Attica
     Macedonia-Tracia
     Epiro-Macedonia Occidentale
     Tessaglia-Grecia Centrale
     Peloponneso-Grecia Occidentale-Isole Ionie
     Egeo
     Creta

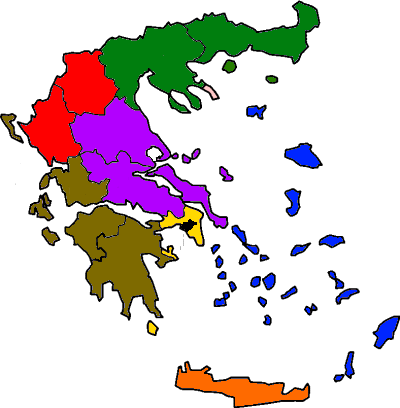
Diocesi della Grecia
Attica
Macedonia-Tracia
Epiro-Macedonia Occidentale
Tessaglia-Grecia Centrale
Peloponneso-Grecia Occidentale-Isole Ionie
Egeo
Creta

Le diocesi decentralizzate della Grecia (in greco: Αποκεντρωμένη διοικήσεις, dove "diocesi" si potrebbe meglio tradurre con amministrazioni) sono circoscrizioni di decentramento territoriale del governo statale e di rappresentanza delle autorità locali istituite con la legge 3852/2010 (Programma Callicrate). Più ampia ripartizione del paese, sono state istituite con il cosiddetto Programma Callicrate, entrato in vigore con il 1º gennaio 2011 (legge 3852/2010), in numero di sette.

## Caratteristiche
Ciascuna diocesi decentralizzata corrisponde a una, due o tre periferie. La sua funzione è quella di esercitare sul territorio alcune materie che la Costituzione greca riserva alla competenza statale.
A capo delle diocesi è posto un segretario generale (γενικός γραμματέας) di nomina governativa, simile a quello che nei paesi di ordinamento locale napoleonico è il prefetto. Il segretario è assistito da un consiglio formato dalle autorità locali, che tuttavia ha funzioni puramente consultive. 

## Storia
Il livello di decentramento e rappresentanza governativa tradizionale, nella Grecia moderna, fin dalla nascita dello Stato (1830) è stato la nomarchìa (o prefettura).
Con la riforma amministrativa del 1987 (legge 1622/1986 e decreto presidenziale 51/1987), i nomarchi-prefetti e i consigli di prefettura vennero resi elettivi e le nomarchie-prefetture trasformate in enti territoriali autonomi, e il livello di decentramento e rappresentanza governativa fu trasferito alle più ampie circoscrizioni territoriali delle periferie. Infine, con la legge 3852/2010, furono le periferie ad essere trasformate in enti territoriali diretti da organi elettivi, e sono state introdotte nell'ordinamento greco le diocesi decentralizzate.

## Delimitazione territoriale
| Mappa | Diocesi                                    | Capoluogo | Periferie                                           |
| ----- | ------------------------------------------ | --------- | --------------------------------------------------- |
|       | Attica                                     | Atene     | - Attica                                            |
|       | Macedonia-Tracia                           | Salonicco | - Macedonia Centrale - Macedonia Orientale e Tracia |
|       | Epiro-Macedonia Occidentale                | Giannina  | - Epiro - Macedonia Occidentale                     |
|       | Tessaglia-Grecia Centrale                  | Larissa   | - Tessaglia - Grecia Centrale                       |
|       | Peloponneso-Grecia Occidentale-Isole Ionie | Patrasso  | - Peloponneso - Grecia Occidentale - Isole Ionie    |
|       | Egeo                                       | Il Pireo  | - Egeo Settentrionale - Egeo Meridionale            |
|       | Creta                                      | Candia    | - Creta                                             |